# Olivier Allamand
Olivier Allamand (ur. 31 lipca 1969 w La Tronche) – francuski narciarz, specjalista narciarstwa dowolnego. Jego największym sukcesem jest srebrny medal w jeździe po muldach wywalczony podczas igrzysk olimpijskich w Albertville. Startował w jeździe po muldach na mistrzostwach świata w Oberjoch i mistrzostwach w Lake Placid, w obu przypadkach zajmował 5. miejsce.  Najlepsze wyniki w Pucharze Świata osiągnął w sezonie 1989/1990, kiedy to zajął 2. miejsce w klasyfikacji generalnej oraz w klasyfikacjach kombinacji i jazdy po muldach.
W 1994 r. zakończył karierę.

## Osiągnięcia

### Igrzyska olimpijskie
| Miejsce | Dzień     | Rok  | Miejscowość | Konkurencja      | Zwycięzca         |
| ------- | --------- | ---- | ----------- | ---------------- | ----------------- |
| 2.      | 13 lutego | 1992 | Albertville | Jazda po muldach | Edgar Grospiron   |
| 6.      | 16 lutego | 1994 | Lillehammer | Jazda po muldach | Jean-Luc Brassard |

### Mistrzostwa świata
| Miejsce | Dzień     | Rok  | Miejscowość | Konkurencja      | Zwycięzca       |
| ------- | --------- | ---- | ----------- | ---------------- | --------------- |
| 5.      | 3 marca   | 1989 | Oberjoch    | Jazda po muldach | Edgar Grospiron |
| 5.      | 14 lutego | 1991 | Lake Placid | Jazda po muldach | Edgar Grospiron |

### Puchar Świata

#### Miejsca w klasyfikacji generalnej
- sezon 1985/1986: 88.
- sezon 1986/1987: 86.
- sezon 1987/1988: 31.
- sezon 1988/1989: 24.
- sezon 1989/1990: 2.
- sezon 1990/1991: 15.
- sezon 1991/1992: 13.
- sezon 1993/1994: 41.

#### Miejsca na podium
1. Breckenridge – 23 stycznia 1988 (Jazda po muldach) – 3. miejsce
2. Tignes – 9 grudnia 1988 (Jazda po muldach) – 2. miejsce
3. La Plagne – 15 grudnia 1989 (Jazda po muldach) – 2. miejsce
4. Tignes – 16 grudnia 1989 (Jazda po muldach) – 2. miejsce
5. La Plagne – 17 grudnia 1989 (Kombinacja) – 2. miejsce
6. Mont Gabriel – 6 stycznia 1990 (Jazda po muldach) – 2. miejsce
7. Mont Gabriel – 7 stycznia 1990 (Kombinacja) – 1. miejsce
8. Inawashiro – 11 lutego 1990 (Kombinacja) – 1. miejsce
9. Lake Placid – 13 stycznia 1990 (Jazda po muldach) – 2. miejsce
10. Lake Placid – 14 stycznia 1990 (Kombinacja) – 2. miejsce
11. Breckenridge – 21 stycznia 1990 (Kombinacja) – 2. miejsce
12. Calgary – 28 stycznia 1990 (Kombinacja) – 2. miejsce
13. Iizuna – 17 lutego 1990 (Jazda po muldach) – 2. miejsce
14. Iizuna – 18 lutego 1990 (Kombinacja) – 2. miejsce
15. Zermatt – 15 grudnia 1990 (Jazda po muldach) – 3. miejsce
16. La Clusaz – 20 lutego 1991 (Jazda po muldach) – 1. miejsce
17. Tignes – 2 grudnia 1991 (Jazda po muldach) – 1. miejsce
18. Voss – 9 marca 1991 (Jazda po muldach) – 1. miejsce
19. Piancavallo – 17 grudnia 1991 (Jazda po muldach) – 2. miejsce
20. Inawashiro – 29 lutego 1992 (Jazda po muldach) – 3. miejsce
21. Altenmarkt – 13 marca 1992 (Jazda po muldach) – 2. miejsce
22. Le Relais – 29 stycznia 1994 (Jazda po muldach) – 2. miejsce
23. Le Relais – 29 stycznia 1994 (Jazda po muldach) – 2. miejsce

- W sumie 5 zwycięstw, 15 drugich i 3 trzecie miejsca.